# Matrinchã
Matrinchã är en kommun i Brasilien.   Den ligger i delstaten Goiás, i den centrala delen av landet, 300 km väster om huvudstaden Brasília. Antalet invånare är 4 414.
Omgivningarna runt Matrinchã är huvudsakligen savann. Runt Matrinchã är det mycket glesbefolkat, med 3 invånare per kvadratkilometer.